# Valzartán
A valzartán szájon át adva hatékony, specifikus angiotenzin II (Ang II) receptor antagonista; vérnyomáscsökkentő gyógyszer. A valzartán szelektíven hat az AT1 receptor altípusra, ami az angiotenzin II ismert káros hatásaiért felelős. Az AT1 receptor valzartánnal történő gátlása az Ang II plazmaszintjét növeli, ami stimulálja a nem gátolt AT2 receptort, ami ellensúlyozza az AT1 receptor hatását. A valzartán nem fejt ki partialis agonista hatást az AT1 receptorokon, és sokkal nagyobb affinitással (kb. 20 000-szeres) kötődik az AT1 receptorokhoz, mint az AT2 receptorokhoz.
A valzartán nem gátolja az ACE, más néven kinináz-II. működését, ami az Ang I-et Ang II-vé alakítja és a bradikinint lebontja.

## Farmakokinetikai tulajdonságok
Szájon át alkalmazás után a valzartán abszorpciója gyors, bár a felszívódott mennyiség nagymértékben változó. A Diovan átlagos abszolút biohasznosulása 23%. 
A valzartán farmakokinetikája lineáris a vizsgált dózistartományban és azonos mind férfiakban, mind nőkben. Ismételt adagolás során a farmakokinetika nem változott, és napi egyszeri adagolás mellett csak kisfokú kumulációt észleltek.
A valzartán erősen kötődik szérumfehérjékhez (94-97%-ban), főleg szérumalbuminhoz. A steady-state (egyensúlyi állapot) megoszlási volumene alacsony (17 1). Plazma clearance-e aránylag lassú (kb. 2 l/óra) a máj vérátáramlásához (kb. 30 l/óra) hasonlítva. A felszívódott valzartán 70%-a a széklettel, 30%-a a vizelettel választódik ki, nagyrészt változatlan formában.
Táplálékkal együtt való bevétele esetén a valzartán plazma koncentráció alatti görbéje (AUC) 48%-kal csökken, azonban a dózis bevételét követő 8 óra eltelte után a koncentráció hasonló volt a két csoportban, azaz táplálékkal és éhgyomorra történő bevétel esetén. Az AUC csökkenése azonban nem vezet a klinikai hatás szignifikáns csökkenéséhez, a Diovan bevehető táplálékkal és étkezéstől függetlenül is.
Szívelégtelenségben szenvedő betegekben a valzartán csúcskoncentráció elérésének átlagos ideje és eliminációs féléletideje hasonló az egészséges önkéntesekben megfigyeltekhez. A valzartán AUC és Cmax értékei lineárisan növekednek és csaknem arányosak a klinikumban alkalmazott dózisok (napi kétszer 40–160 mg) esetén. Az átlagos akkumulációs faktor 1,7. Per os adás után a valzartán clearance-e kb. 4,5 l/óra. Szívbetegekben az életkor nem befolyásolja a clearance értéket.

## Védjegyezettnevű készítmények
- Valsartan (Sandoz)
- Diovan (Novartis)
- Dalzad
- Varexan
- Diocor (Pharma start)

### Kombinációs készítmények
- Diovan HCT
- Varexan HCT
- Diocor solo